# 普光禅寺
普光禅寺坐落在中国湖南省张家界市永定区解放路，建于明永乐十一年（1413年），在其附近先后建有嵩梁书院、城隍庙、文庙、高贞观、武庙、牌坊等古建筑。1983年被列为第五批湖南省文物保护单位。2013年3月5日公布为第七批全国重点文物保护单位。

## 沿革
根据《湖南永定乡土志》，普光禅寺在1413年（明朝永乐十一年）由指挥使雍简建立。据说在建寺的时候，此地都是白山羊满山遍野，他去追赶山羊，山羊钻入地底下不见了，他派人挖掘，结果挖出了石头，石头下面还有黄金，他把黄金用来建寺，并且请永乐帝命名为“普光禅寺”。
1733年（清朝雍正十一年），协镇史城重修。

## 伽蓝
普光禅寺沿着中轴线以及两侧排列着：大山门、二山门、钟鼓楼、大雄宝殿、罗汉殿、观音殿、玉皇阁、寝殿、平宣阁等。

### 大山门
大山门是硬山顶，红瓦，有两个圆形窗子。

### 大雄宝殿
大雄宝殿是五间宽，五间进深，里用盘龙石柱，灰瓦，歇山顶。

### 玉皇阁
玉皇阁是三层、三间，有栏杆，斗棋，歇山顶。

## 照片

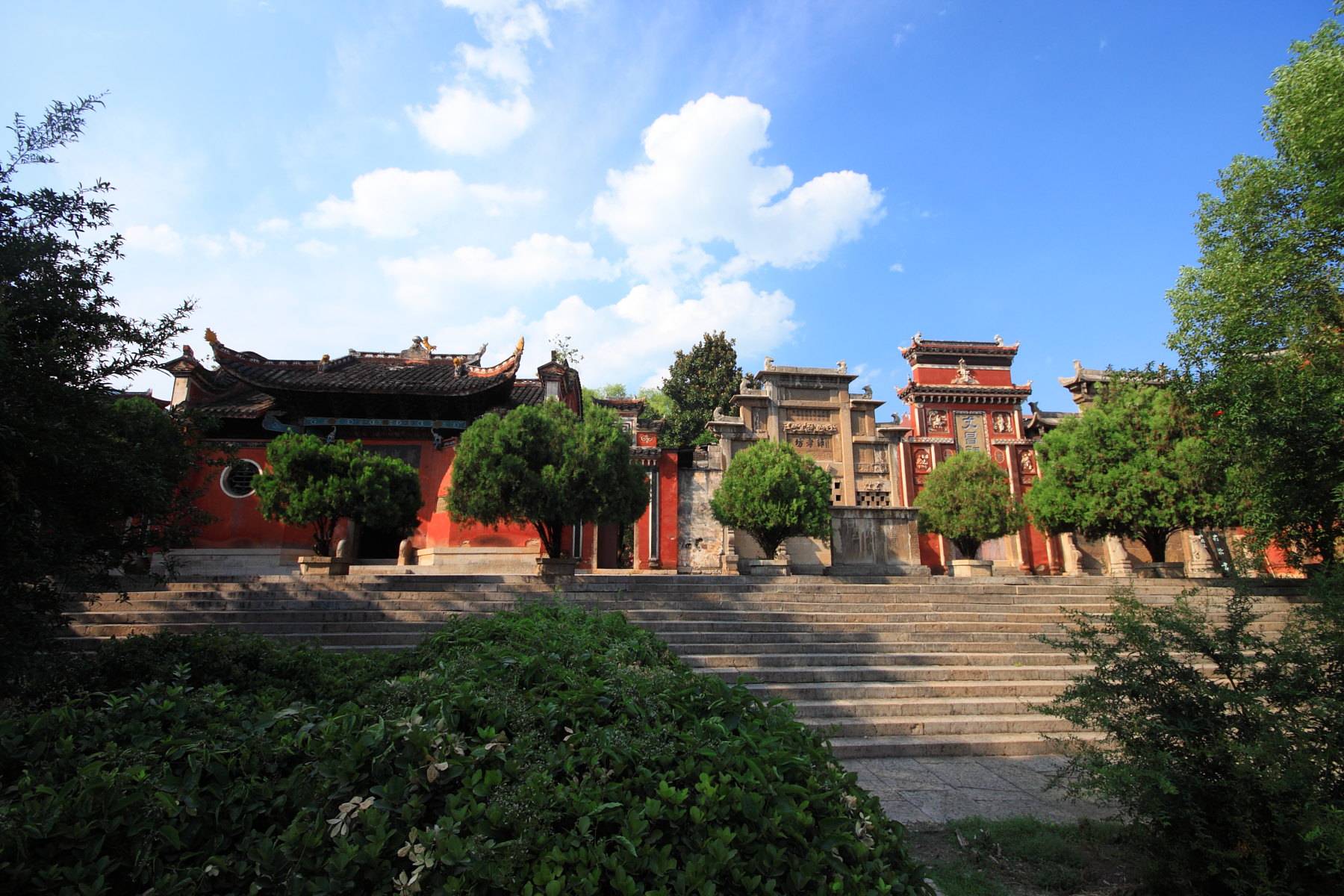
普光禅寺山门与其东侧的节孝坊、文昌祠
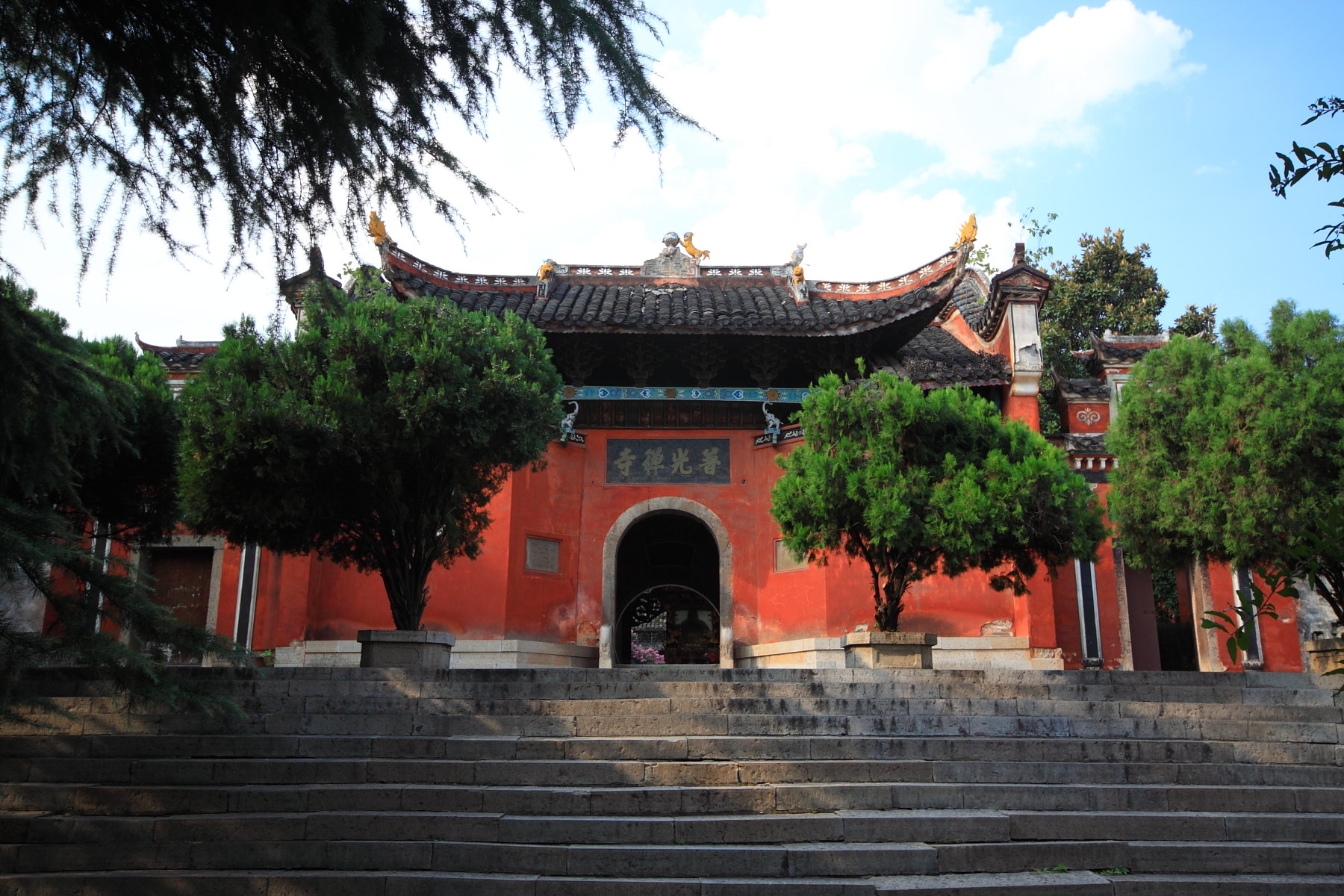
普光禅寺山门
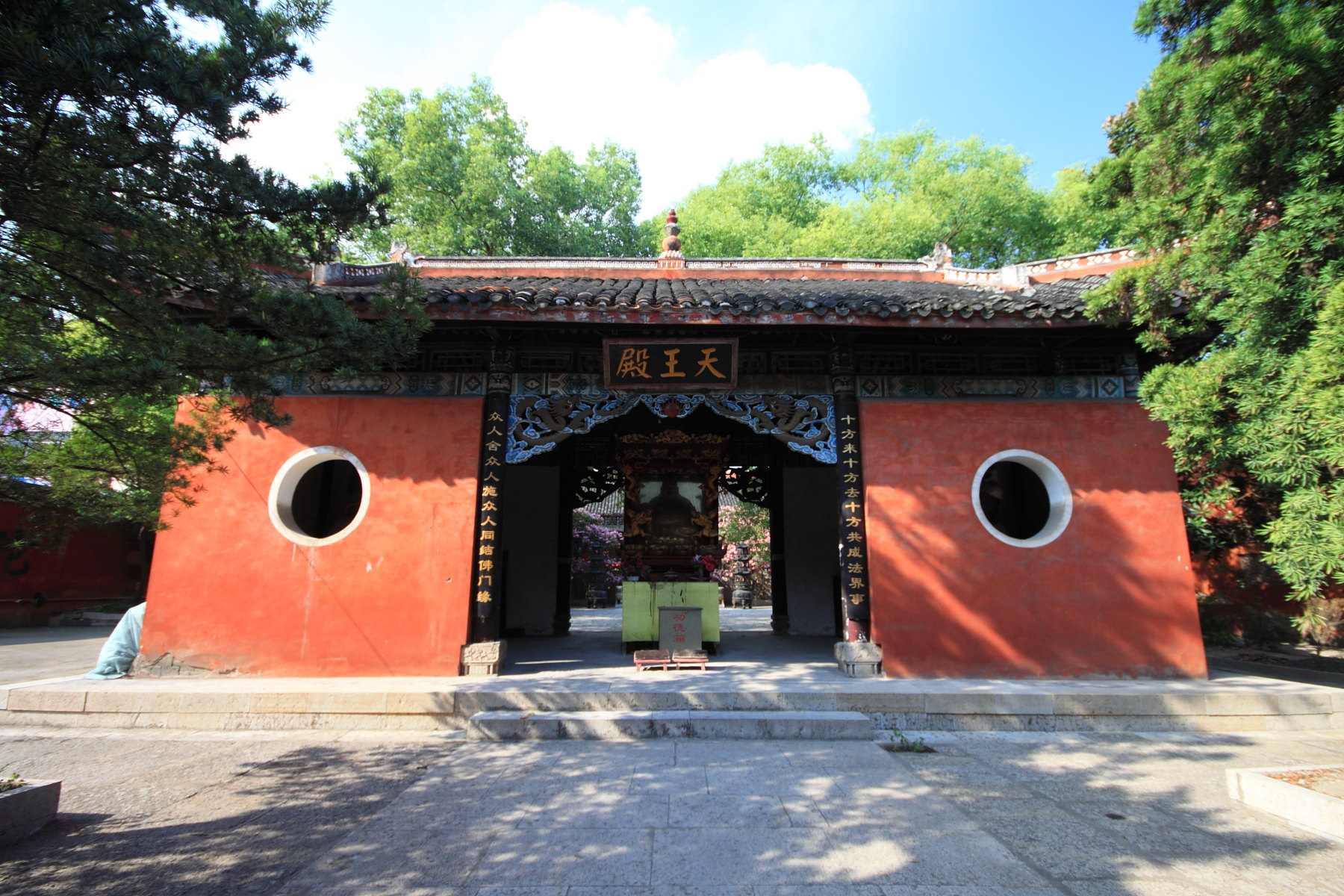
天王殿
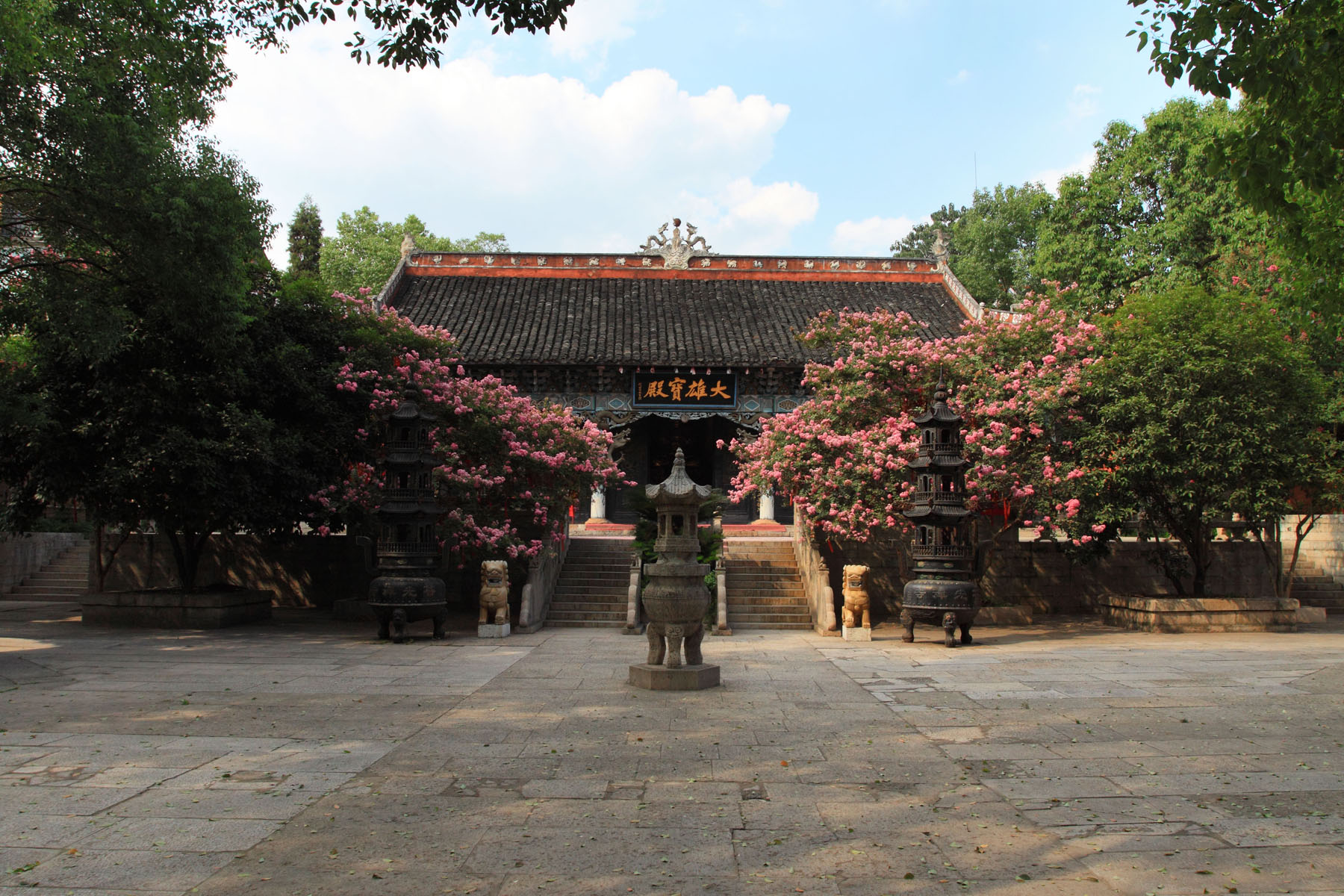
大雄宝殿
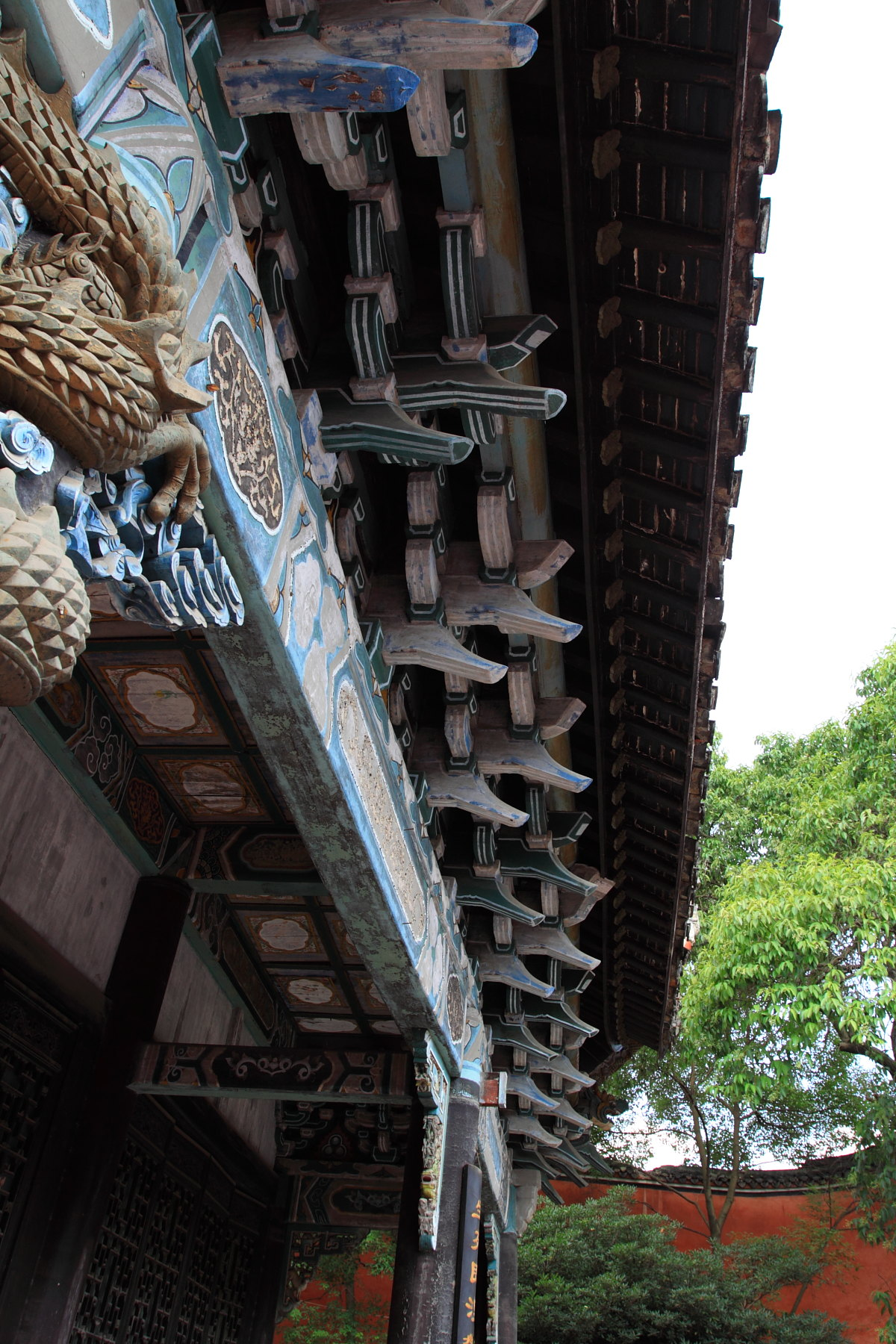
大雄宝殿
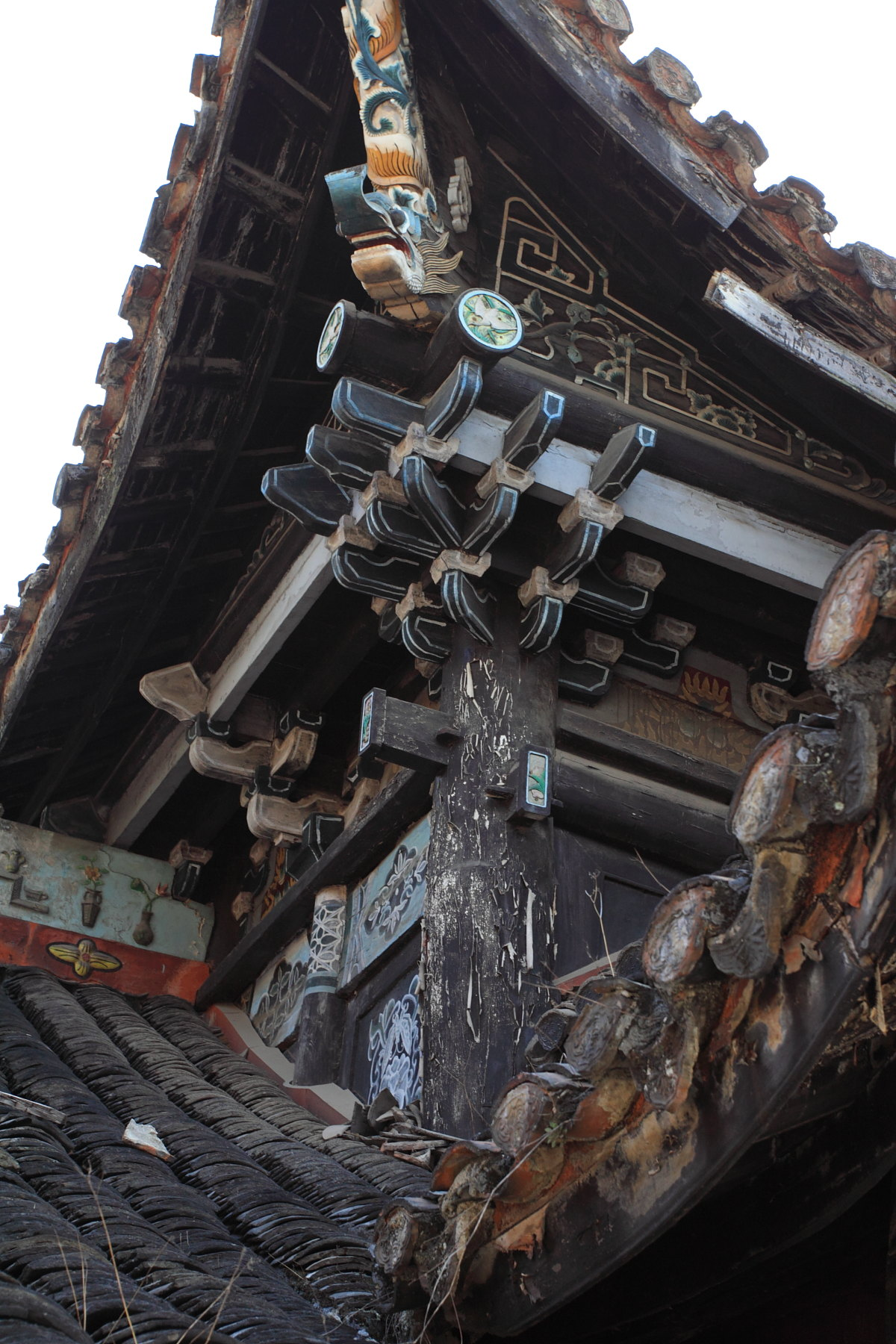
罗汉殿
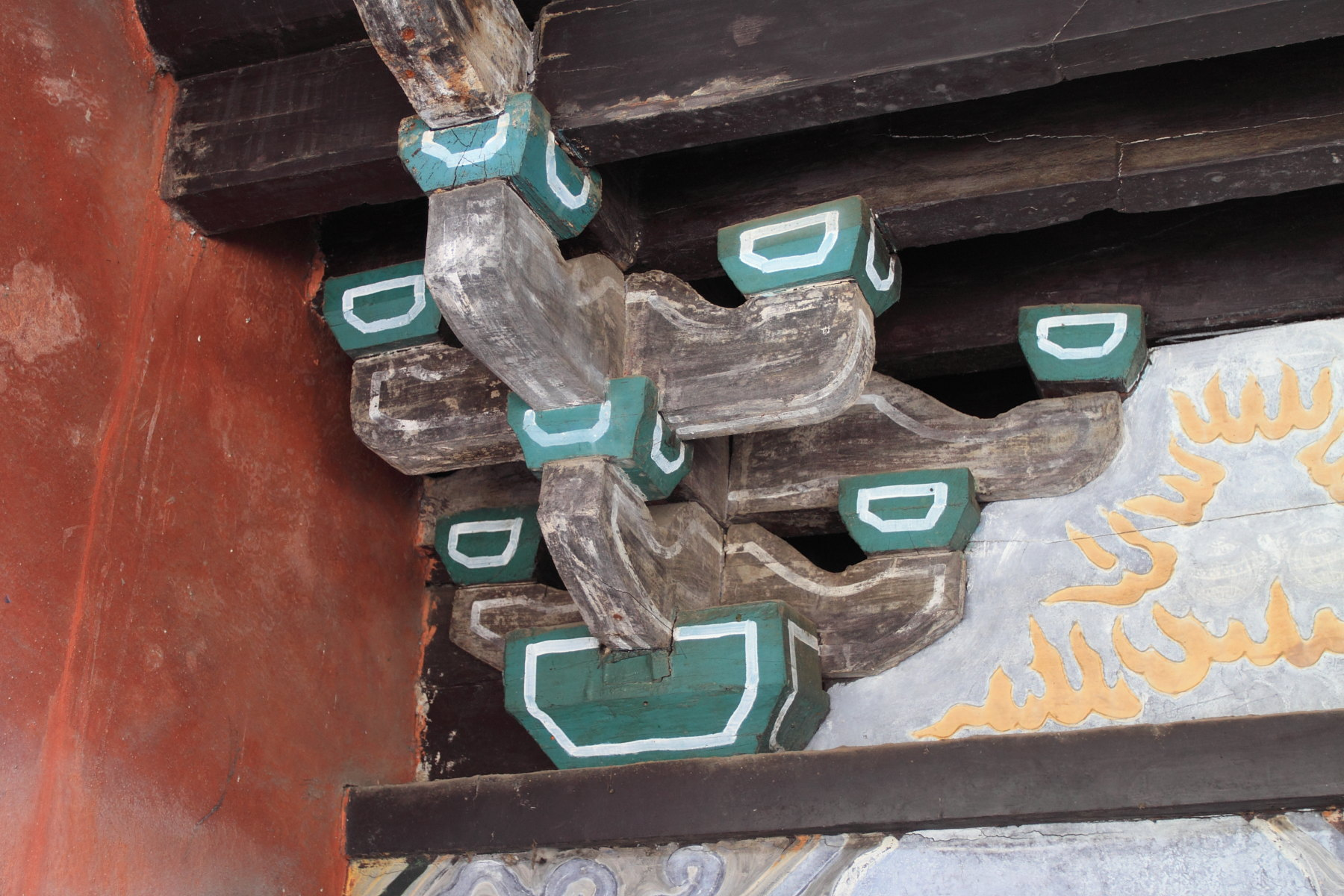
罗汉殿
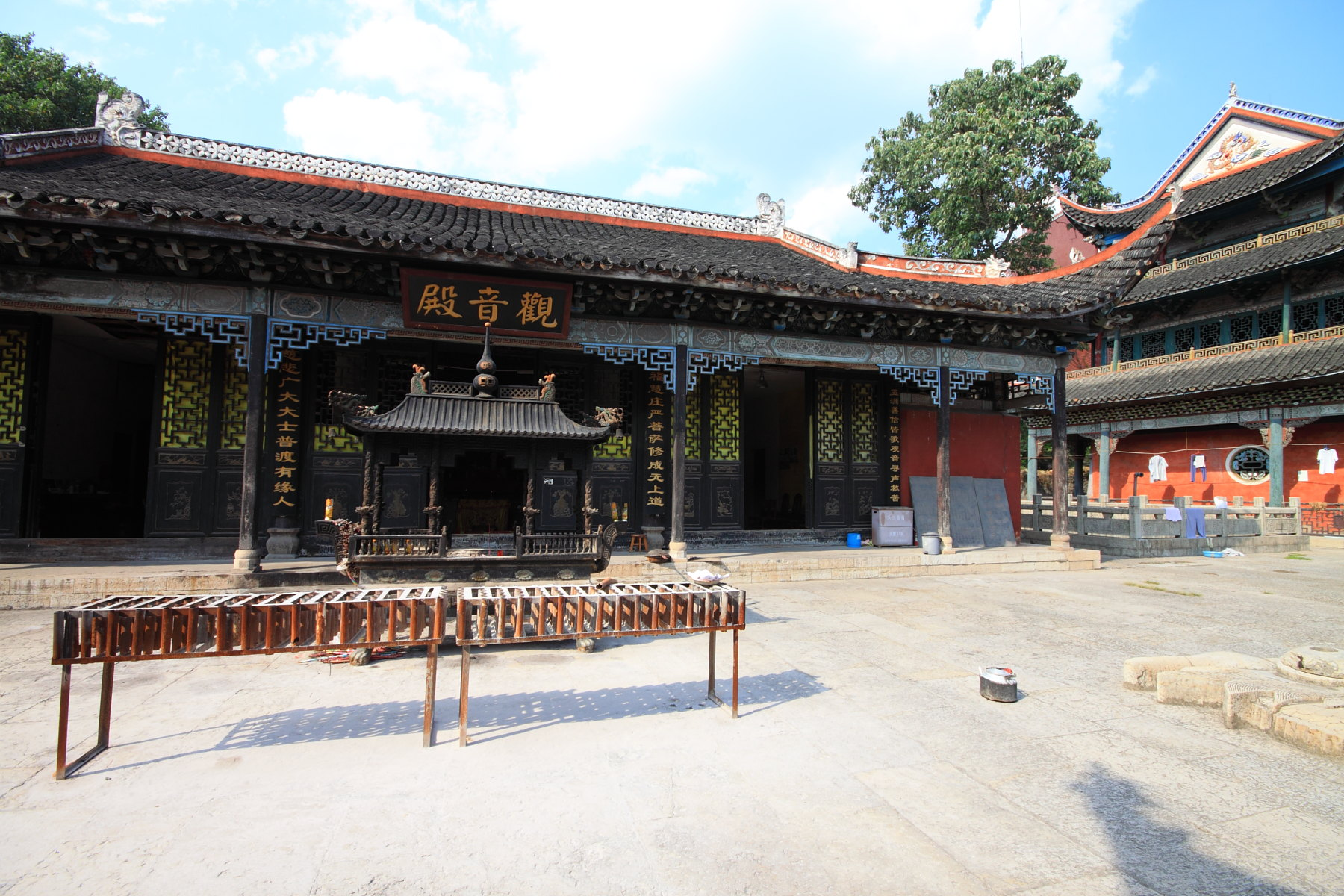
普光禅寺观音殿与其东侧的文昌阁
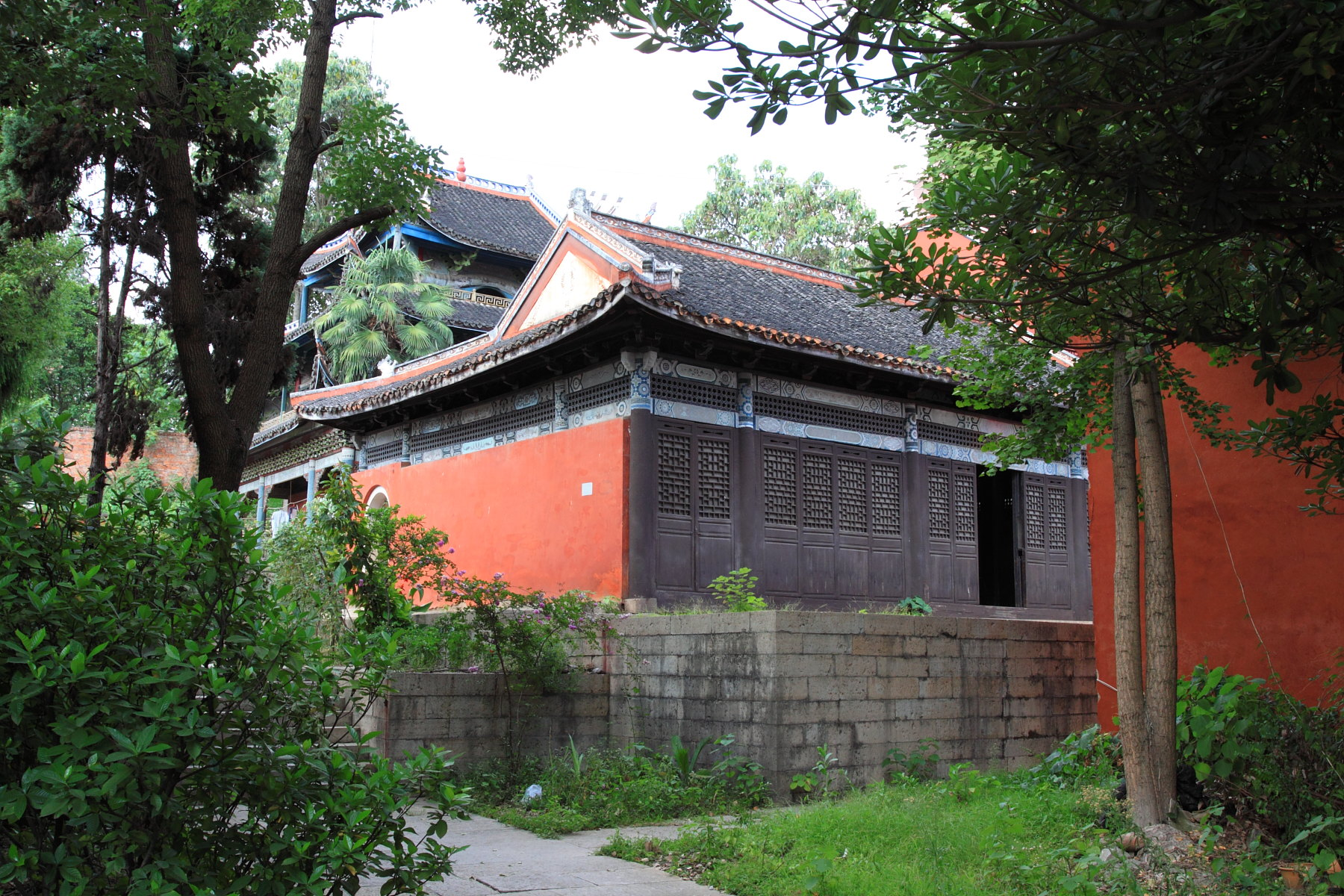
高贞观
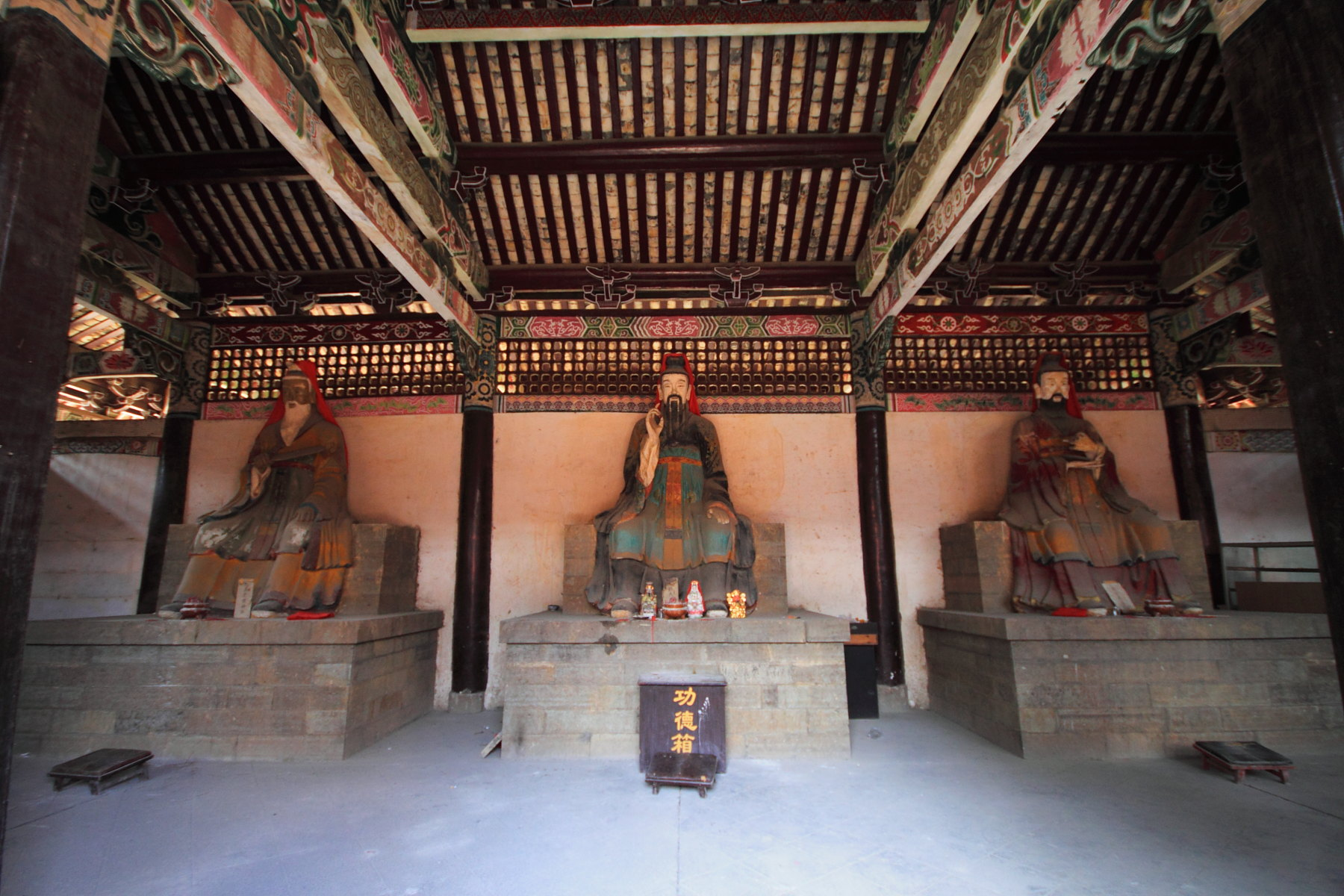
高贞观内部
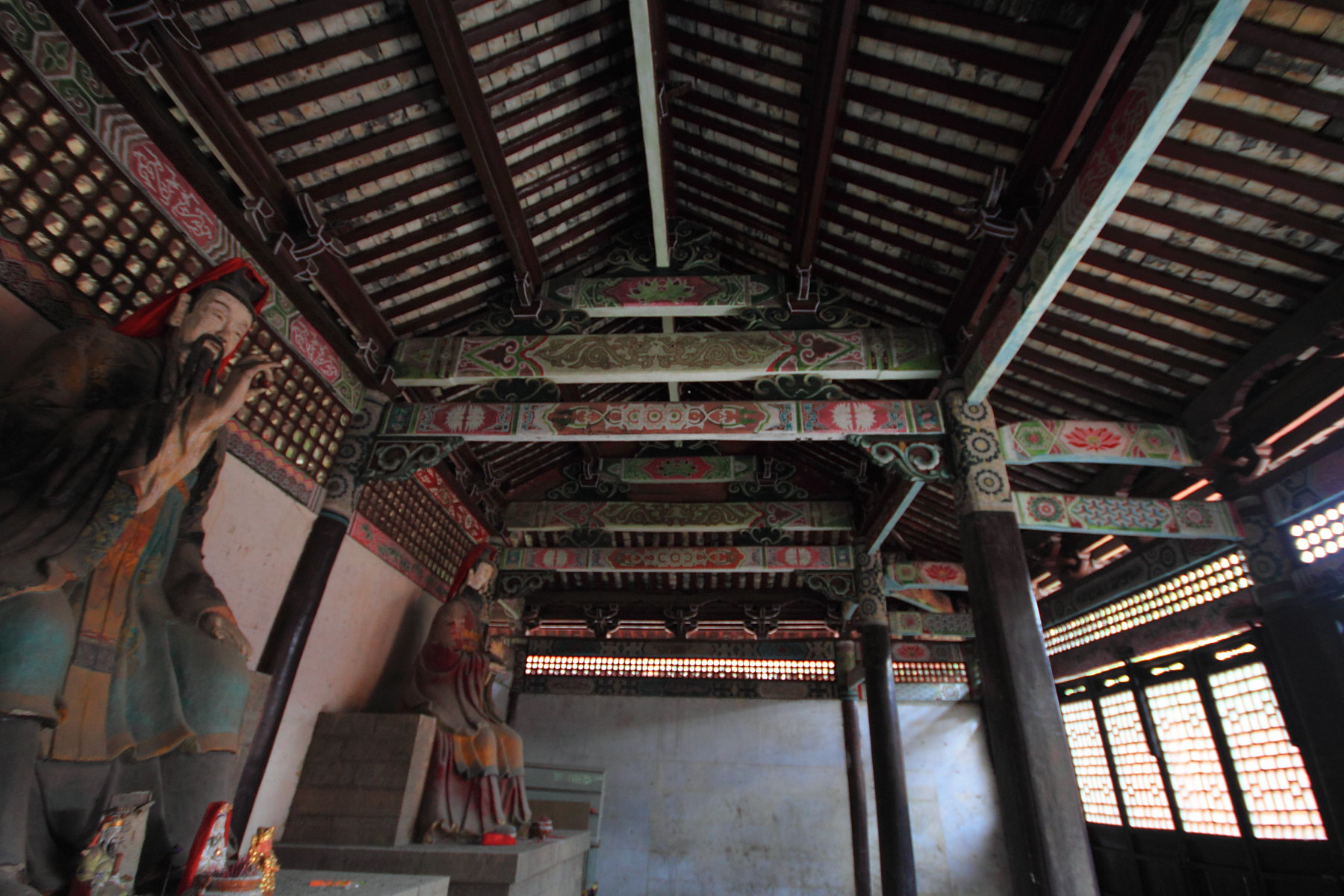
高贞观内部
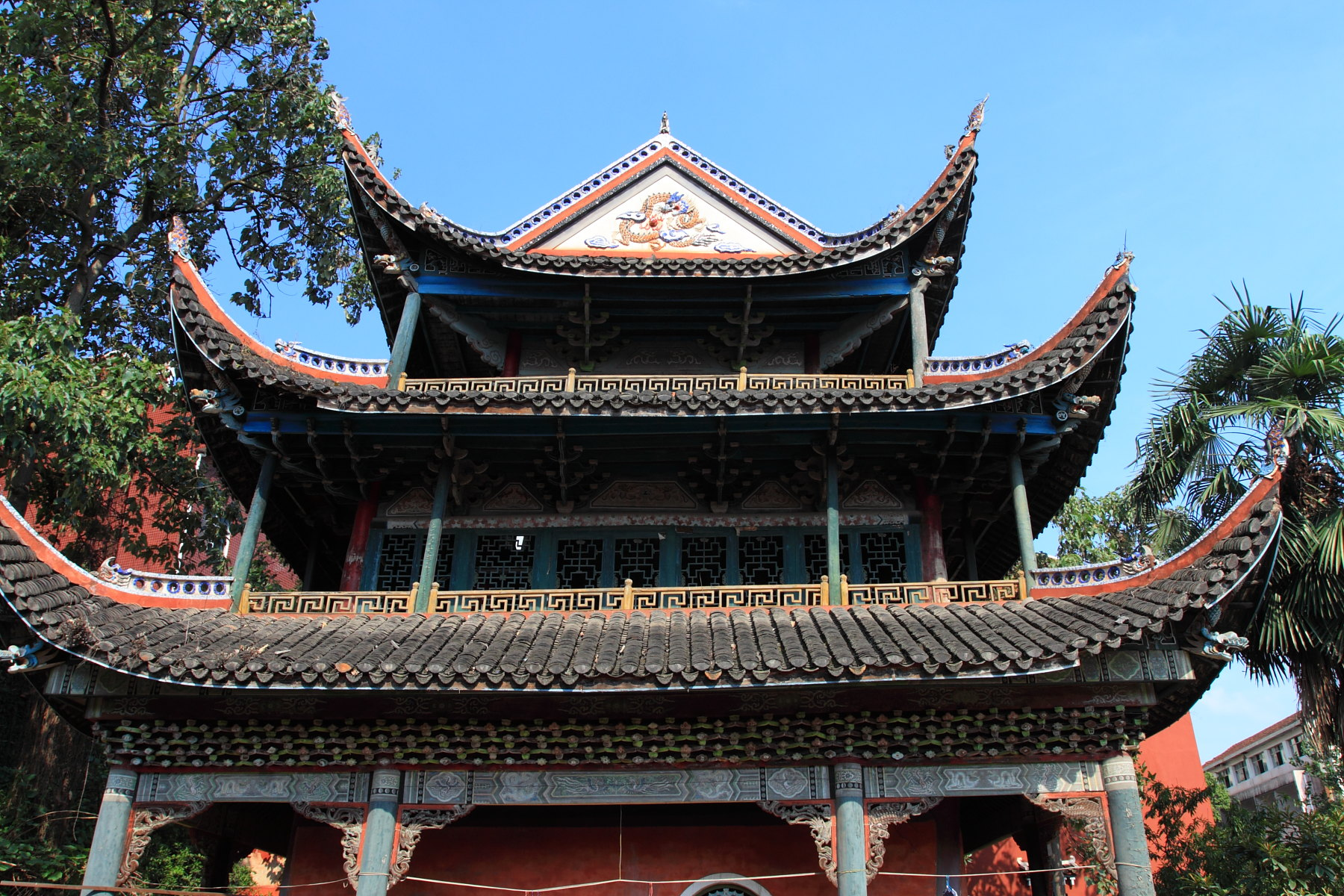
文昌阁